# La Nuova Frontiera
La casa editrice La Nuova Frontiera, fondata a Roma nel 1999, comincia subito ad operare nell'ambito dei libri per ragazzi, poi nel 2002, con la collana Liberamente, si apre anche al settore della narrativa straniera. Alla collana di narrativa Liberamente si affiancano una collana di romanzi storici Il Basilisco e una di saggi e studi critici.

## Liberamente
Dedicata principalmente ad autori di lingua spagnola e portoghese, Liberamente nasce con la volontà di offrire ai lettori italiani esperienze letterarie provenienti da bacini culturali affini (Spagna e Portogallo), ma anche la possibilità di spaziare tra le più diverse latitudini con una particolare attenzione all'immaginario postcoloniale dei romanzieri africani, alla nuova generazione di autori sudamericani e alle scrittrici di letteratura chicana. La collana inizialmente si è caratterizzata per prestigiose note introduttive, firmate da autori di fama internazionale, come Andrea Camilleri, Antonio Muñoz Molina, José Saramago, Dacia Maraini. 
Liberamente si è distinta per la scelta di nuovi autori, dalle grandi potenzialità, come testimonia la pubblicazione di Lusofônica, l'antologia della nuova narrativa in lingua portoghese, e di tutte le opere di José Luís Peixoto, vincitore del Premio Saramago 2001, che si contraddistingue per una sorprendente maturità e intensità lirica. Non mancano, tuttavia, autori già affermati come Justo Navarro, Raúl Argemí e Paco Ignacio Taibo II e Réjean Ducharme.
Particolare attenzione è data anche alla nuova generazione di romanzieri africani, tra i quali si distinguono Paulina Chiziane e José Eduardo Agualusa.
A partire dal 2004 Liberamente ha inaugurato un nuovo filone dedicato alla letteratura chicana, in particolare con la pubblicazione delle opere di Sandra Cisneros (Caramelo, Fosso della Strillona, La casa di Mango Street), la voce femminile più significativa di questa letteratura di frontiera e della scrittrice messicana Valeria Luiselli.

## Junior
Il catalogo junior ha il merito di aver introdotto di nuovo in Italia i libri pop-up, un genere quasi scomparso che riesce a coniugare gioco e divulgazione. Uno spiccato interesse della casa editrice è nei riguardi della mitologia classica e delle splendide storie di eroi e divinità. A questo si affiancano una particolare cura nel recupero dei grandi tesori della filosofia greca attraverso la serie “Storie di piccoli filosofi” e uno spazio costante dedicato a temi di attualità con la collana di libri-gioco sull'intercultura.